# Liste österreichischer Tarif- und Verkehrsverbünde

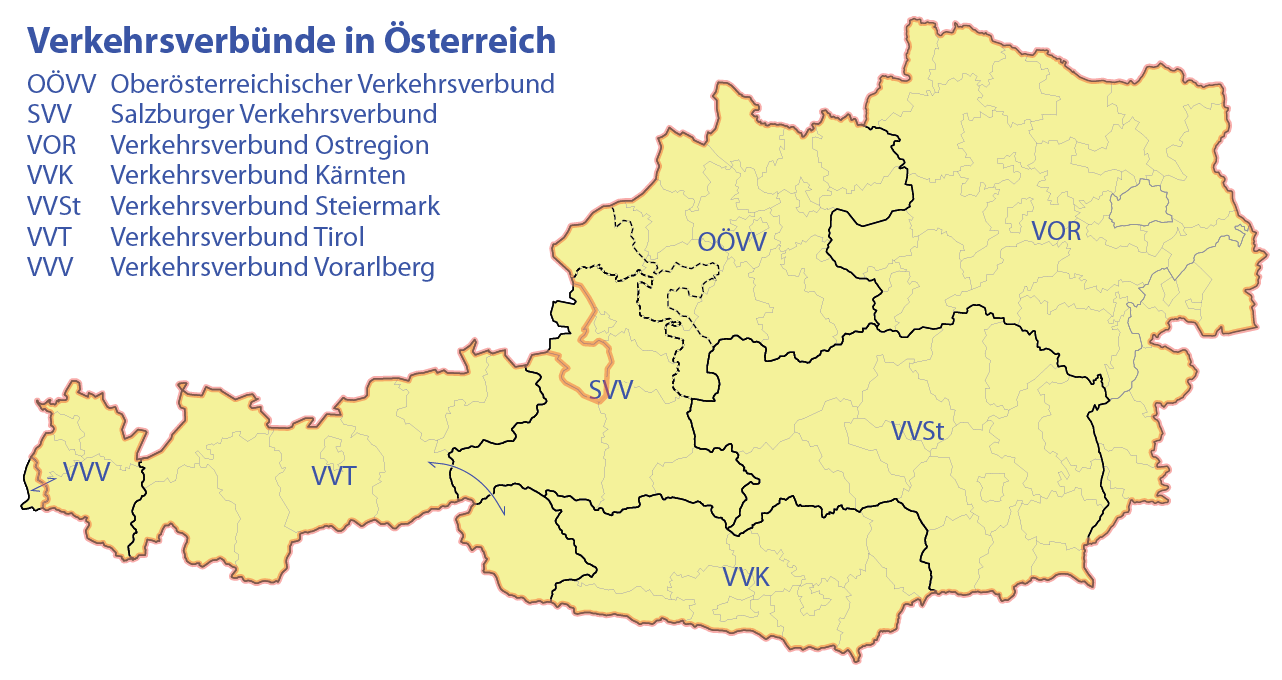
Verkehrsverbünde in Österreich

In Österreich sind die Verkehrsverbünde für jedes Bundesland gesetzlich vorgeschrieben, ebenso Tarifverbünde.
Österreich ist mit der Fertigstellung des Systems 1997 das erste Land der Welt, das flächendeckend Verkehrsverbünde eingeführt hat.

## Gesetzliche Grundlagen
In Österreich ist ein Verkehrsverbund

„eine kooperative Institution kraft privatrechtlicher Verträge zwischen den Gebietskörperschaften (Grund- und Finanzierungsvertrag zwischen Bund und dem betreffenden Land/Gemeinde) einerseits sowie zwischen den Gebietskörperschaften und den einzelnen Verkehrsunternehmen andererseits (Verkehrsdienstvertrag).“

Die am Verbund teilnehmenden Verkehrsunternehmen können in einer Kooperationsgemeinschaft organisiert sein, die Verkehrsverbundorganisationsgesellschaft dient als Vermittlungsinstanz zwischen den verbundfinanzierenden Gebietskörperschaften und den beteiligten Verkehrsunternehmen, zentrale Abrechnungsstelle und unternehmensübergreifende Planungsinstanz. Ausführlich geregelt sind Verkehrsverbünde im Öffentlichen Personennah- und Regionalverkehrsgesetz 1999 (ÖPNRV-G).
Die Verbundorganisationsgesellschaften sind in Österreich als reine Landesgesellschaften konzipiert.

## Geschichte und Entwicklung
Die Einführung der Verkehrsverbünde in Österreich war ein Prozess, der 1984 mit Gründung des Verkehrsverbunds Ost-Region eingeleitet wurde. Die Idee, eine gesamte Region mit einer Fahrkarte zu befahren, stammt ursprünglich vom Hamburger Verbundvertrag von 1965 und hielt auch in Österreich Einzug, wenn auch die Realisierung einige Jahre später begann. Durch Einbezug des letzten Bundeslands Steiermark mit Einrichtung des Verkehrsverbunds Steiermark 1997 kann man Österreich wahrscheinlich als das einzige Land weltweit mit einer fast vollständig flächendeckenden Verbundlandschaft bezeichnen.
Ziel der Verkehrsverbünde ist es, gemeinsam mit den Vertragspartnern, wie Verkehrsbetriebe, Gemeinden und diverse Interessengemeinschaften (z. B. Tourismusverbände), eine Gesamtverkehrsplanung für die jeweilige Region umzusetzen. Dies betrifft insbesondere Fahrpläne, Tarife und Einnahmenaufteilungen auf die einzelnen Verkehrsunternehmen.
Laut Gesetz haben alle Länder einen Verkehrsverbund, wobei aber für Wien, Niederösterreich und Burgenland zwei Verkehrsverbünde errichtet wurden, der Verbund Niederösterreich-Burgenland aber nicht als Gesellschaft, sondern als Marke einer Trägergesellschaft organisiert ist. In den anderen Bundesländern gibt es teils Überlappungszonen mit oder kleinere Anbindungsgebiete an einen anderen Verbund. Salzburg betreibt als bisher einziges Bundesland einen grenzübergreifenden Verbund mit bayerischen Regionen.

## Liste der Verkehrsverbünde
Folgende Verkehrsverbünde bestehen in Österreich:
| Verbund                                     | Bevölkerung | Fläche (km²) |
| ------------------------------------------- | ----------- | ------------ |
| Oberösterreichischer Verkehrsverbund (OÖVV) | 1.530.349   | 11.983       |
| Salzburger Verkehrsverbund (SVV)            | 571.479     | 7.155        |
| Steirischer Verkehrsverbund (VST)           | 1.269.801   | 16.399       |
| Verkehrsverbund Kärnten (VVK)               | 569.744     | 9.537        |
| Verkehrsverbund Ost-Region (VOR)            | 4.031.434   | 23.560       |
| Verkehrsverbund Tirol (VVT)                 | 775.970     | 12.648       |
| Verkehrsverbund Vorarlberg (VVV)            | 409.973     | 2.602        |

1. ↑  Bundesland Salzburg